# Йегер, Оскар
Оскар Йегер (Егер; нем. Oskar Jäger; 26 октября 1830, Штутгарт — 2 марта 1910, Бонн) — немецкий историк и педагог.
Изучал теологию и филологию в Тюбингенском университете. Директор гимназии в Кёльне.

## Биография

### Детство
Оскар Йегер родился в г. Штутгарте в семье профессора химии и естественных наук Георга Фридриха фон Йегера, который стал таковым в штутгартской гимназии за восемь лет до рождения сына в 1822 году. Отец Оскара был весьма заметной фигурой в научных кругах. Он также владел процветающей медицинской практикой и приобрёл известность благодаря своим исследованиям в области палеонтологии. Мать Оскара, Шарлотта, происходила из известной семьи Шваб. Её брат Густав Беньямин Шваб являлся прославленным поэтом и автором «Саги классической древности», произведения, которое признавалось на протяжении многих лет лучшим на немецком языке собранием произведений древней мифологии.

### Юность
В 1840-х годах Оскар поступил в Тюбингенский университет (старинного города в Баден-Вюртемберге). В нём он изучал филологию и теологию. Окончив высшее учебное заведение в 1852 году, юноша принялся некоторое время зарабатывать себе на жизнь частными уроками, пока в 1854 году не получил должность учителя в родном Штутгарте.

### Карьера
Карьера Оскара на ниве образования оказалась весьма успешной. Он преподавал в гимназиях городов Ульм и Вецлар, а в 1865 году был назначен директором гимназии Фридриха Вильгельма в Кёльне. С 1890 по 1907 год Йегер (Егер) возглавлял Ассоциацию немецких гимназий, а в 1901 году был избран почётным профессором университета Бонна.

### Исторические публикации
Первая историческая публикация Оскара Йегера (Егера) на историческую тему вышла в свет в 1854 году и была посвящена Джону Уиклифу — английскому богослову XIV столетия, профессору Оксфордского университета, учение которого, как считается, стало предтечей протестантизма.
В дальнейшем сфера интересов историка расширялась и стала охватывать всё более обширные периоды истории. Наиболее плодотворными для него стали 1860-е годы, когда в свет вышли сразу три фундаментальных труда автора — «История Пунических войн», «История Древней Греции» и «История Древнего Рима». Чуть позже, вместе со своим коллегой по учительскому цеху Теодором Крейценахом, Оскар Йегер (Егер) взялся за переработку «Всемирной истории» знаменитого немецкого историка Фридриха Кристофа Шлоссера. Для этой работы он написал «Историю новейшего времени от Венского конгресса до настоящего времени».
Тема написать собственный труд таких масштабов была развита Оскаром Йегером (Егером) лишь во второй половине 1880-х годов. Написанная им фундаментальная работа «Всеобщая история стран и народов мира» вышла из печати в издательствах Билифельда и Лейпцига и ещё при жизни автора была переведена на несколько языков.
В России многотомный труд «Всеобщая история стран и народов мира» был переведён под общей редакцией известного литературоведа и автора исторических романов Петра Николаевича Полевого и издан в Петербурге в 1894 году. У российской публики данная фундаментальная работа имела большой успех. Предваряя благосклонную реакцию российской читающей публики, первый издатель труда «Всеобщая история стран и народов мира» А. Ф. Маркс в своей вступительной статье так описывал главные преимущества данного издания перед другими, подчёркивая его краткость и простоту изложения материала:
"Взвешивая факты со строгой критикой обширного знания, О. Егер избирает из них немногое; но то, что он даёт, легко удерживается в памяти читателя и остаётся в сознании в виде представлений ясных, положительных и цельных… "

### На русском языке
- Егер О. Всеобщая история стран и народов мира: современная версия. — Москва: Эксмо, 2019. — 864 с. — ISBN 978-5-04-093560-4.
- Йегер О. Всеобщая история. В 4-х томах. / Под ред. П. Н. Полевого (пер.). — СПб.: Товарищество издательского и печатного дела А. Ф. Маркс, 1894.
- Йегер О. История Греции. Часть I / Пер. М. В. Прахов, В. В. Прахов. СПб., 1886.
- Йегер О. История Греции. Часть II / Пер. М. В. Прахов, В. В. Прахов. — СПб., 1886.
- Йегер О. История Рима. Часть I / Пер. П. Морозов, Ф. Резенер. — СПб., 1876.
- Йегер О. История Рима. Часть II / Пер. П. Морозов, Ф. Резенер. — СПб., 1876.

## Издания
30 сентября 2015 года русскоязычное издание «Всеобщей истории» в переводе П. Н. Полевого (в 4-х томах) было продано на аукционе антикварного дома «Кабинетъ» за 65 000 рублей.